# Melissa Müller
Melissa Müller (n. 1967, Viena, Austria) este o jurnalistă independentă și scriitoare austriacă. 

## Viața
Melissa Müller a urmat studii de germanistică și de administrarea afacerilor. După aceea, ea a lucrat pentru mai multe edituri și reviste din Viena și München.
La mijlocul anilor 1990, ea a decis să scrie o biografie a Annei Frank și că completeze lacunele istorice din Jurnalul Annei Frank. Ea a cercetat documente istorice din arhive, a purtat discuții personale cu istorici și cu martori ai acelor timpuri, a călătorit în Israel și în Statele Unite ale Americii. Cartea Das Mädchen Anne Frank, care a atras atenția internațională asupra Melissei Müller, a fost publicată în 1998 și a fost tradusă în peste 20 de limbi străine. Trei ani mai târziu, a apărut filmul Anne Frank cu Ben Kingsley și Hannah Taylor-Gordon în rolurile principale. Filmul, care a fost realizat pe baza acestei cărți, a câștigat Premiul Emmy.
În timp ce efectua cercetări cu privire la artiștii din perioada național-socialismului Melissa Müller a cunoscut-o pe Traudl Junge. Inițial autoarea a vrut să o întrebe pe secretara lui Adolf Hitler despre gusturile artistice ale „Führer-ului”. Discuțiile purtate au condus la scrierea biografiei Bis zur letzten Stunde. Hitlers Sekretärin erzählt ihr Leben. Cartea s-a aflat aproximativ un an pe listele de bestseller-uri, a fost tradusă în 25 de limbi și a stat la baza filmului nominalizat la Oscar Ultimele zile ale lui Hitler din anul 2004, ce a inclus, de asemenea, două scene din filmul documentar Im toten Winkel.
Melissa Müller locuiește, împreună cu familia ei, la München.

## Lucrări
- Die kleinen Könige der Warenwelt. Kinder im Visier der Werbung. Campus, Frankfurt am Main 1997, ISBN 3-593-35679-1.
- Das Mädchen Anne Frank. [Biografie cu o postfață de Miep Gies]. Claassen, München 1998, ISBN 3-546-00151-6. Um unbekanntes Material erweiterte Neuausgabe: Fischer-Taschenbuch-Verlag, Frankfurt am Main 2013, ISBN 978-3-596-18902-1.
- Picassos Friseur, în colaborare cu Monika Czernin, Kiepenheuer und Witsch, Köln 2001, ISBN 3-462-02980-0.
- Bis zur letzten Stunde. Hitlers Sekretärin erzählt ihr Leben. Claassen, München 2002, ISBN 3-546-00311-X.
- cu Reinhard Piechocki: Alice Herz-Sommer – „Ein Garten Eden inmitten der Hölle.“ Ein Jahrhundertleben, Droemer, München 2006, ISBN 3-426-27389-6.

Coautor
- M. M, Monika Tatzkow u. a.: Verlorene Bilder, verlorene Leben – Jüdische Sammler und was aus ihren Kunstwerken wurde. Elisabeth-Sandmann, München, 2008, ISBN 978-3-938045-30-5.

Editor
- Zwei Spuren im Schnee. Brandstätter, Wien 1994, ISBN 3-85447-499-7.
- Das Paradies der Erde. Brandstätter, Wien 1994, ISBN 3-85447-538-1.
- Zum neunzehnten Loch. Brandstätter, Wien 1995, ISBN 3-85447-559-4.
- Vom blauen Dunst. Brandstätter, Wien 1995, ISBN 3-85447-560-8.
- Bitte recht freundlich! Brandstätter, Wien 1995, ISBN 3-85447-561-6.
- Lust aufs Zweitbuch. Brandstätter, Wien 1995, ISBN 3-85447-581-0.
- Up up and away!. Brandstätter, Wien 1995, ISBN 3-85447-594-2.